# Kazimierz Trzeciak
Kazimierz Trzeciak, ps. „Mirosław” (ur. 4 lutego 1901 w Wilnie, zm. 31 grudnia 1981 w Sianowie) – polski lekarz, doktor medycyny, absolwent Uniwersytetu Stefana Batorego w Wilnie, oficer 6 pułku piechoty Legionów, żołnierz Armii Krajowej, jeniec wojenny, długoletni mieszkaniec Sianowa, honorowy obywatel Gminy i Miasta Sianów.

## Życiorys
Urodził się 4 lutego 1901 roku w Wilnie jako czwarte dziecko Władysława i Pauliny z Dobrowolskich. Gdy miał dziesięć lat – umarła mu matka. Ojciec w niedługim czasie po tym ożenił się ponownie. Początkowo naukę pobierał w domu rodzinnym. Następnie uczęszczał do gimnazjum w Wilnie. Będąc uczniem VI klasy zgłosił się ochotniczo do Samoobrony Wileńskiej (1918–19), do oddziału kawalerii braci Dąbrowskich. Brał udział we wszystkich walkach tego oddziału, a potem w walkach 13 pułku Ułanów Wileńskich.

### Okres międzywojenny
Podczas ofensywy bolszewickiej na Polskę w 1920 roku został ranny w rejonie Łomży i dostał się do niewoli sowieckiej. Po kilku dniach uciekł z niej i przedostał się do Wilna. Po zajęciu Wilna przez gen. Lucjana Żeligowskiego, dołączył do macierzystego 13 pułku Ułanów Wileńskich. Po zakończeniu działań wojennych kontynuował naukę.
W dniu 17 czerwca 1931 roku ukończył studia medyczne na Uniwersytecie Stefana Batorego w Wilnie uzyskując tytuł doktora medycyny ogólnej. Po ukończeniu studiów został powołany do wojska, gdzie ukończył półroczny kurs w Centrum Wyszkolenia Sanitarnego w Warszawie uzyskując stopień oficerski podporucznika. W latach 1931–1932 odbył jednoroczną praktykę szpitalną w miejskich szpitalach w Wilnie – św. Jakuba, „Sawicz” i Zakaźnym. W dniu 8 czerwca 1932 roku uzyskał uprawnienia pozwalające na prowadzenie samodzielnej praktyki lekarskiej. Swoją praktykę zawodową rozpoczął na stanowisku lekarza gminnego w Mejszagole, powiat trocki.

### II wojna światowa
25 sierpnia 1939 roku, w stopniu podporucznika, został zmobilizowany do 6 pułku piechoty Legionów w Wilnie i wyznaczony na stanowisko lekarza II batalionu. 1 września razem z jednostką przemieścił się transportem kolejowym na front. W dniach 4–6 września nastąpił postój we wsi Psary pod Pułtuskiem, gdzie Kazimierz pracował jako opatrunkowy w trakcie bitwy o tę miejscowość. W dniu 6 września nastąpił odwrót w kierunku na Wyszków. Po przejściu przez Bug kompania sanitarna zabrała około 50 rannych i transportem konnym udała się do szpitala w Mińsku Mazowieckim. W dniu 13 września dotarł do Warszawy, gdzie został wyznaczony na komisarza w Szpitalu Starozakonnych. Po kapitulacji Warszawy powrócił do Wilna.
Od marca 1943 do czerwca 1944 pracował jako lekarz w Sztabie Rejonu AK. Od czerwca 1944 do lipca 1944 w czasie operacji Ostra Brama brał udział w wyzwalaniu Wilna – działał jako lekarz pod pseudonimem „Mirosław”. Był szefem czołówki sanitarnej w 2 Wileńskiej Brygadzie AK dowodzonej przez kpt. Wiktora Koryckiego, ps. „Kaziuk”. W dniu 17 lipca 1944 roku we wsi Rakańce wraz z innymi żołnierzami 2 Brygady AK został zatrzymany przez oddziały NKWD (zaplecza 3 Frontu Białoruskiego) i tegoż samego dnia po południu przekroczył w kolumnie wziętych do niewoli żołnierzy oddziału „Kaziuka” bramę obozu przejściowego w Miednikach Królewskich. Po niespełna dwóch tygodniach oficerów AK z ww. miejsca internowania wywieziono do obozu w Riazaniu, następnie do obozu w Diagilewie. Tam jako więzień wraz z innymi polskimi lekarzami działał w obozowym szpitalu, udzielając pomocy przebywającym w obozie chorym. Z obozu w Riazaniu został zwolniony w październiku 1947 i powrócił do Wilna, gdzie nie zastał swoich bliskich, którzy zostali repatriowani w 1946 roku na tzw. „Ziemie Odzyskane” do Gorzowa Wielkopolskiego i Koszalina.

### Okres powojenny
9 grudnia 1947 roku opuścił dawne Kresy Wschodnie przekraczając nową granicę Polski, poprzez Białą Podlaską dotarł do Koszalina. W Koszalinie zatrzymał się u swojego najstarszego brata Wacława, który pracował tutaj jako sędzia w Sądzie Grodzkim. Z początkiem 1948 roku został skierowany do pracy w Sianowie, gdzie od podstaw organizował opiekę zdrowotną mieszkańców z terenu o promieniu ponad 11 kilometrów i 8 tysięcy mieszkańców. Po niedługim czasie mieszkańcy gminy Sianów mogli korzystać z Ośrodka Zdrowia obejmującego izbę porodową, gabinet stomatologiczny, punkt szczepień, laboratorium analityczne, gabinet radiologiczny i poradnię dziecięcą. Był również lekarzem zakładowym Zakładów Przemysłu Zapałczanego w Sianowie. Przez następne lata Ośrodek Zdrowia w Sianowie pod kierownictwem Kazimierza Trzeciaka się rozwijał, przybywało specjalistyczne wyposażenie oraz kadra lekarska. Kazimierz Trzeciak był aktywny zawodowo do ostatnich swoich dni. Zmarł 31 grudnia 1981 roku w wieku 80 lat. Został pochowany na cmentarzu komunalnym w Sianowie.

## Życie prywatne
Kazimierz Trzeciak ożenił się z Leokadią z Zielińskich, która również pracowała jako pielęgniarka w sianowskim Ośrodku Zdrowia. Kazimierz i Leokadia doczekali się syna Mirosława.

## Ordery i odznaczenia
- Złoty Krzyż Zasługi (1970)
- Medal 10-lecia Polski Ludowej (13 stycznia 1955)[7]
- Brązowy Medal „Za zasługi dla obronności kraju” (1969)
- Odznaka Grunwaldzka (1970)
- Odznaka honorowa „Za wzorową pracę w służbie zdrowia” (1965)
- Odznaka „Za zasługi w rozwoju województwa koszalińskiego” (1967)

## Upamiętnienie
W uznaniu zasług dla rozwoju służby zdrowia na terenie Gminy i Miasta Sianowa oraz w działalności społecznej Rada Miejska Sianowa w dniu 12 czerwca 2014 roku nadała pośmiertnie Kazimierzowi oraz jego żonie Leokadii honorowe obywatelstwo Gminy i Miasta Sianów.